# Tiberio Claudio Quinziano
Tiberio Claudio Quinziano (latino: Tiberius Claudius Quintianus; fl. 235) è stato un senatore e politico romano.
Quinziano era originario di Antiochia ed era bisnipote dell'imperatore Lucio Vero e perciò, secondo la linea femminile, discendente di tre imperatori. Suo padre fu Lucio Aurelio Commodo Pompeiano, console nel 209.
Quinziano fu prima triumvir monetalis (221/2), poi quaestor candidatus (228), infine pretore (233); nel 235 fu console. Fu anche pontefice.